# Mike Hailwood
Stanley Michael Bailey „Mike“ Hailwood, MBE (* 2. April 1940 in Oxford; † 23. März 1981 in Birmingham) war ein britischer Motorrad- und Automobilrennfahrer.

## Karriere
Hailwood gewann zwischen 1961 und 1967 neun Motorrad-Weltmeistertitel in den Klassen bis 250, 350 und 500 cm³. Insgesamt errang er 76 Siege bei Grand-Prix-Rennen und liegt damit in der ewigen Bestenliste hinter Giacomo Agostini, Valentino Rossi, Ángel Nieto, Marc Márquez und Rolf Biland an sechster Stelle. Auch bei der Tourist Trophy auf der Isle of Man ging er 14-mal als Sieger hervor.

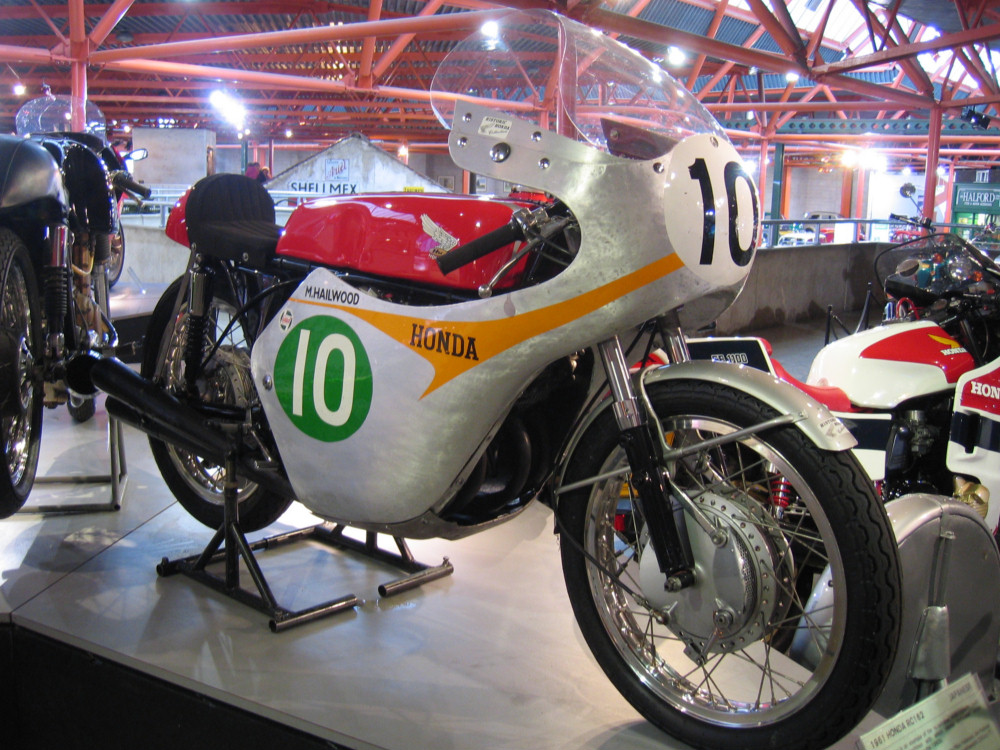
Hailwoods Honda RC162 von 1961

In seine Zeit als aktiver Rennfahrer fiel der Niedergang der jahrzehntelang den Rennsport dominierenden englischen Motorradindustrie. Mike Hailwood begann seine Karriere auf klassischen englischen Rennmaschinen. Sein Vater ermöglichte ihm als Motorradhändler auch die Teilnahme mit käuflichen Rennmaschinen von Ducati, NSU oder Honda für die kleineren Hubraumklassen. Oft startete er mit wechselnden Motorradmarken in verschiedenen Hubraumklassen. Er kam bei MV Agusta „Reparto corse“ unter Vertrag und wechselte nach Streitigkeiten zu Honda. Er beendete seine offizielle GP-Motorradrennfahrer-Karriere 1967 bei Honda. Das erste Rennen für Honda gewann er 1961 bei der TT in der Ultra Leichtgewichtsklasse (bis 125 cm³) mit einer RC143, die er von Luigi Taveri bekommen hatte. Nebenbei fuhr er jedoch immer wieder nationale und internationale Motorradrennen auf Rennmaschinen der Marken BSA, MZ, Benelli, Norton und anderen.
Wegen seines unnachahmlichen Stiles in der Kurventechnik, seines mit der Maschine verwachsenen Fahrens und vor allen Dingen, weil er auf jedem Motorrad siegen konnte, erhielt er den Ehrennamen „Mike the Bike“. Eine der Ikonen des Motorradrennsports und eine der bekanntesten Darstellungen von Hailwood ist ein Schwarzweiß-Poster aus dem Jahr 1967, das ihn in der Rückansicht in starker Schräglage auf der Sechszylinder-Honda 250 cm³ zeigt, die drei rechten Auspuffrohre nahezu waagerecht flach über der Straße, die drei linken Rohre ragen auf, Hailwoods rechtes Knie rutscht beinahe auf dem Asphalt – ein Sinnbild des mit vollem Einsatz fahrenden Rennfahrers.
Bei seinen 152 Starts in der Motorrad-WM gelangen Mike Hailwood 76 Siege, 112 Podiumsplätze, sowie 79 Schnellste Rennrunden.
Von 1963 bis 1965 und zwischen 1971 und 1974 errang er zudem 29 WM-Punkte als Formel-1-Fahrer und schaffte es dabei zweimal aufs Podest der ersten drei. Während des Grand Prix von Südafrika 1973 rettete er Clay Regazzoni das Leben, indem er ihn aus dem brennenden Auto zog. Nach einem schweren Unfall im Großen Preis von Deutschland 1974 auf dem Nürburgring beendete er seine Karriere in der Formel 1.
Mit 38 Jahren kehrte er 1978 auf die Isle of Man zurück und gewann auf einer Ducati 900 NCR die Tourist Trophy.

## Unfalltod
Am 23. März 1981 kam Mike Hailwood zusammen mit seiner neunjährigen Tochter Michelle bei einem Autounfall bei Portway, Warwickshire, ohne eigenes Verschulden ums Leben. Er liegt gemeinsam mit seiner Tochter auf dem St Mary Magdalene Churchyard in Tanworth-in-Arden, 18 km südlich von Birmingham, begraben.

## Statistik

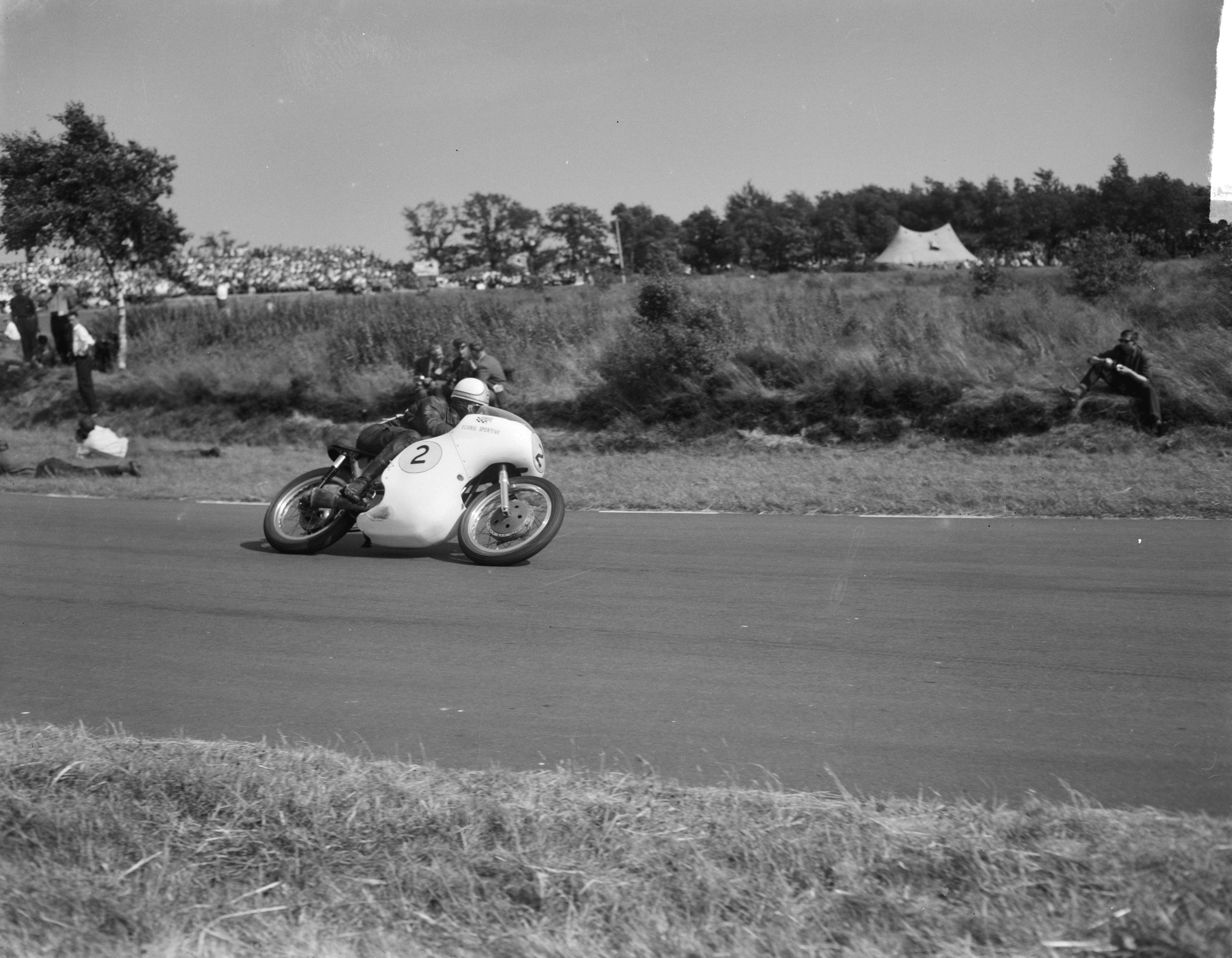
Mike Hailwood auf Norton (TT Assen, 1961)

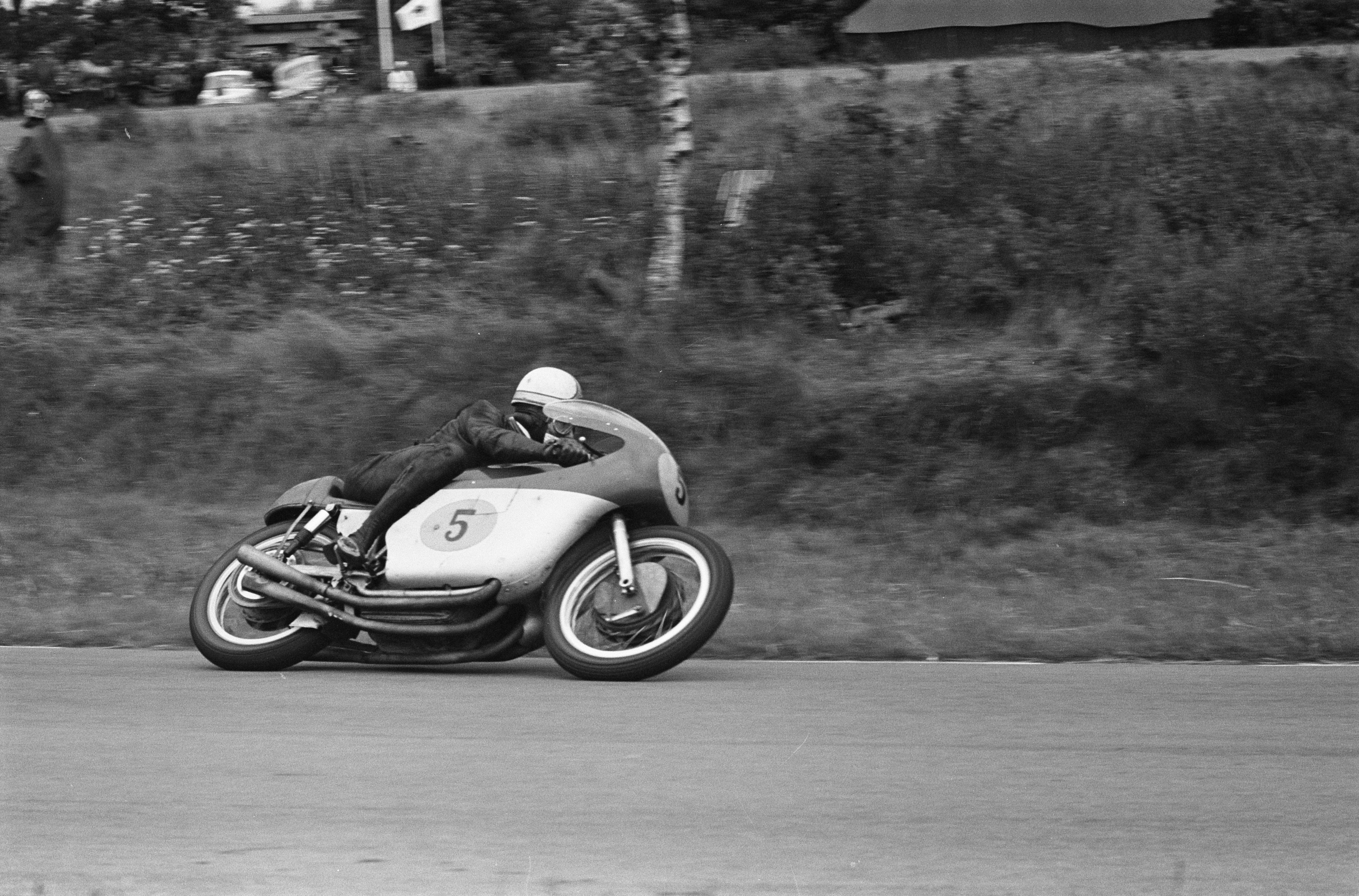
1962: Weltmeistertitel in der 500-cm³-Klasse auf MV Agusta

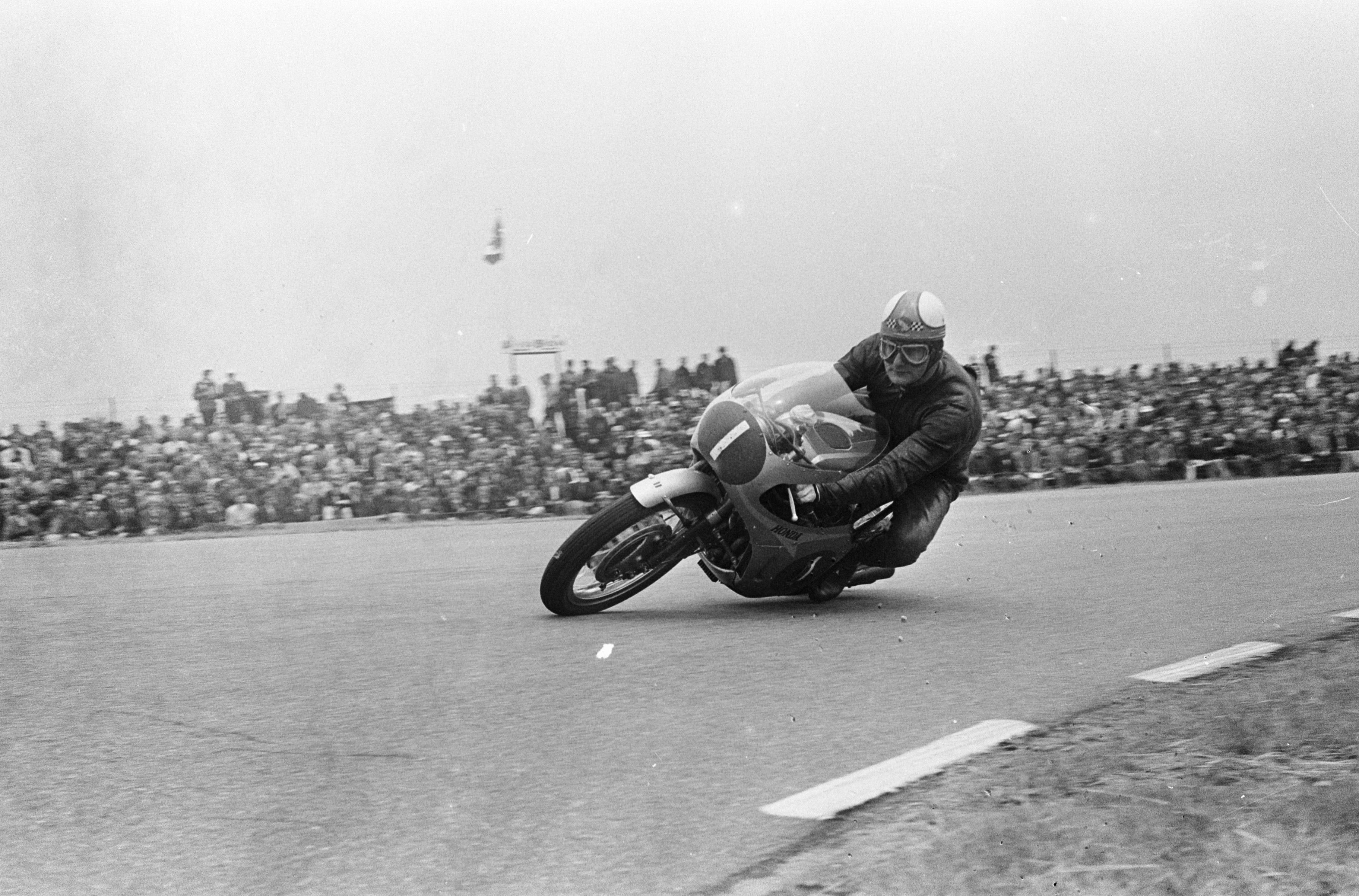
1967: Mike Hailwood, Weltmeister mit der 350er Honda

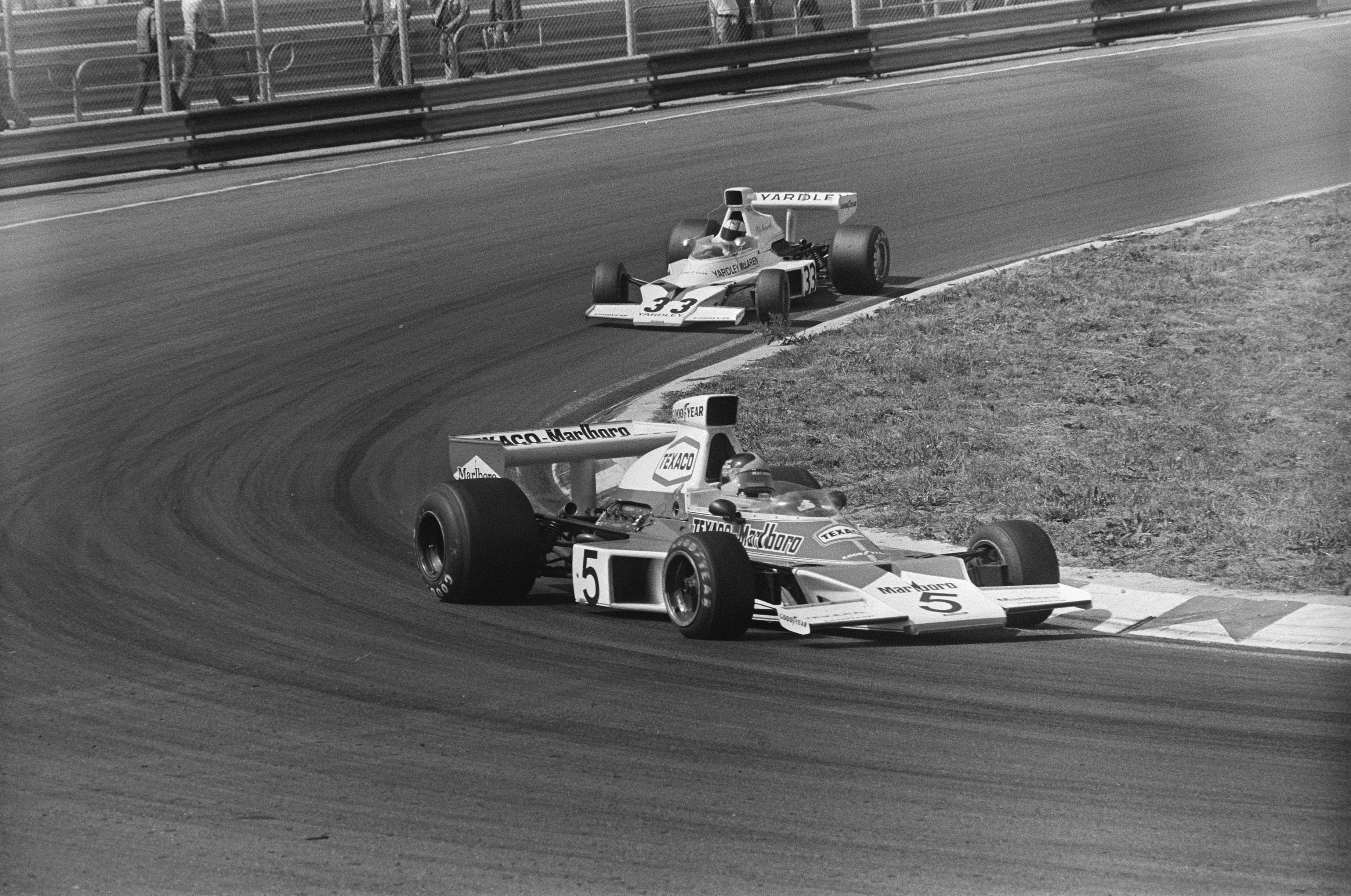
Formel 1: Hailwood (33) hinter Fitipaldi (5) (Zandvoort, 1974)

### Erfolge
- 1958 – Südafrikanischer 250-cm³-Meister[1]
- 1961 – 250-cm³-Weltmeister auf Honda
- 1962 – 500-cm³-Weltmeister auf MV Agusta
- 1963 – 500-cm³-Weltmeister auf MV Agusta
- 1964 – 500-cm³-Weltmeister auf MV Agusta
- 1965 – 500-cm³-Weltmeister auf MV Agusta
- 1966 – 250-cm³- und 350-cm³-Weltmeister auf Honda
- 1967 – 250-cm³- und 350-cm³-Weltmeister auf Honda
- 1972 – Formel-2-Europameister auf Surtees
- 1978 – TT-F1-Weltmeister auf Ducati
- 76 Grand-Prix-Siege
- 7 Siege beim Ulster Grand Prix

### Ehrungen
- Aufnahme in die MotoGP Hall of Fame
- Aufnahme in die Motorcycle Hall of Fame[2]

### Isle-of-Man-TT-Siege
| Jahr | Klasse                    | Maschine  | Durchschnittsgeschwindigkeit |
| ---- | ------------------------- | --------- | ---------------------------- |
| 1961 | Lightweight 125 (125 cm³) | Honda     | 88,23 mph (141,99 km/h)      |
| 1961 | Lightweight 250 (250 cm³) | Honda     | 98,38 mph (158,33 km/h)      |
| 1961 | Senior (500 cm³)          | Norton    | 100,61 mph (161,92 km/h)     |
| 1962 | Junior (350 cm³)          | MV Agusta | 99,59 mph (160,27 km/h)      |
| 1963 | Senior (500 cm³)          | MV Agusta | 104,64 mph (168,4 km/h)      |
| 1964 | Senior (500 cm³)          | MV Agusta | 100,95 mph (162,46 km/h)     |
| 1965 | Senior (500 cm³)          | MV Agusta | 91,69 mph (147,56 km/h)      |
| 1966 | Lightweight 250 (250 cm³) | Honda     | 101,79 mph (163,82 km/h)     |
| 1966 | Senior (500 cm³)          | Honda     | 103,11 mph (165,94 km/h)     |
| 1967 | Lightweight 250 (250 cm³) | Honda     | 103,07 mph (165,88 km/h)     |
| 1967 | Junior (350 cm³)          | Honda     | 104,68 mph (168,47 km/h)     |
| 1967 | Senior (500 cm³)          | Honda     | 105,62 mph (169,98 km/h)     |
| 1978 | Formula One (TT-F1)       | Ducati    | 108,51 mph (174,63 km/h)     |
| 1979 | Senior (500 cm³)          | Suzuki    | 111,75 mph (179,84 km/h)     |

### Statistik in der Automobil-Weltmeisterschaft
Diese Statistik umfasst alle Teilnahmen des Fahrers an der Automobil-Weltmeisterschaft, die heutzutage als Formel-1-Weltmeisterschaft bezeichnet wird.

#### Gesamtübersicht
| Saison | Team                         | Chassis       | Motor                | Rennen | Siege | Zweiter | Dritter | Poles | schn. Rennrunden | Punkte | WM-Pos. |
| ------ | ---------------------------- | ------------- | -------------------- | ------ | ----- | ------- | ------- | ----- | ---------------- | ------ | ------- |
| 1963   | Reg Parnell Racing           | Lotus 24      | Climax 1.5 V8        | 1      | –     | –       | –       | –     | –                | –      | –       |
| 1963   | Reg Parnell Racing           | Lola Mk4A     | Climax 1.5 V8        | 1      | –     | –       | –       | –     | –                | –      | –       |
| 1964   | Reg Parnell Racing           | Lotus 25      | BRM 1.5 V8           | 9      | –     | –       | –       | –     | –                | 1      | 21.     |
| 1965   | Reg Parnell Racing           | Lotus 25      | BRM 1.5 V8           | 1      | –     | –       | –       | –     | –                | –      | –       |
| 1971   | Team Surtees                 | Surtees TS9   | Ford-Cosworth 3.0 V8 | 2      | –     | –       | –       | –     | –                | 3      | 18.     |
| 1972   | Brooke Bond Oxo Team Surtees | Surtees TS9B  | Ford-Cosworth 3.0 V8 | 10     | –     | 1       | –       | –     | 1                | 13     | 8.      |
| 1973   | Brooke Bond Oxo Team Surtees | Surtees TS14A | Ford-Cosworth 3.0 V8 | 15     | –     | –       | –       | –     | –                | –      | –       |
| 1974   | Yardley Team McLaren         | McLaren M23   | Ford-Cosworth 3.0 V8 | 11     | –     | –       | 1       | –     | –                | 12     | 11.     |
| Gesamt | Gesamt                       | Gesamt        | Gesamt               | 50     | –     | 1       | 1       | –     | 1                | 29     |         |

#### Einzelergebnisse
| Saison | 1   | 2   | 3   | 4   | 5   | 6   | 7   | 8   | 9   | 10  | 11  | 12 | 13 | 14  | 15 |
| ------ | --- | --- | --- | --- | --- | --- | --- | --- | --- | --- | --- | -- | -- | --- | -- |
| 1963   |     |     |     |     |     |     |     |     |     |     |     |    |    |     |    |
|        |     |     |     | 8   |     | 10  |     |     |     |     |     |    |    |     |    |
| 1964   |     |     |     |     |     |     |     |     |     |     |     |    |    |     |    |
| 6      | 12* |     | 8   | DNF | DNF | 8   | DNF | 8*  | 16  |     |     |    |    |     |    |
| 1965   |     |     |     |     |     |     |     |     |     |     |     |    |    |     |    |
|        | DNF |     |     |     |     |     |     |     |     |     |     |    |    |     |    |
| 1971   |     |     |     |     |     |     |     |     |     |     |     |    |    |     |    |
|        |     |     |     |     |     |     |     | 4   |     | 15* |     |    |    |     |    |
| 1972   |     |     |     |     |     |     |     |     |     |     |     |    |    |     |    |
|        | DNF | DNF | DNF | 4   | 6   | DNF | DNF | 4   | 2   |     | 17* |    |    |     |    |
| 1973   |     |     |     |     |     |     |     |     |     |     |     |    |    |     |    |
| DNF    | DNF | DNF | DNF | DNF | 8   | DNF | DNF | DNF | DNF | 14  | 10  | 7  | 9  | DNF |    |
| 1974   |     |     |     |     |     |     |     |     |     |     |     |    |    |     |    |
| 4      | 5   | 3   | 9   | 7   | DNF | DNF | 4   | 7   | DNF | 15* |     |    |    |     |    |

| Legende  | Legende            | Legende                                                          |
| Farbe    | Abkürzung          | Bedeutung                                                        |
| -------- | ------------------ | ---------------------------------------------------------------- |
| Gold     | –                  | Sieg                                                             |
| Silber   | –                  | 2. Platz                                                         |
| Bronze   | –                  | 3. Platz                                                         |
| Grün     | –                  | Platzierung in den Punkten                                       |
| Blau     | –                  | Klassifiziert außerhalb der Punkteränge                          |
| Violett  | DNF                | Rennen nicht beendet (did not finish)                            |
| Violett  | NC                 | nicht klassifiziert (not classified)                             |
| Rot      | DNQ                | nicht qualifiziert (did not qualify)                             |
| Rot      | DNPQ               | in Vorqualifikation gescheitert (did not pre-qualify)            |
| Schwarz  | DSQ                | disqualifiziert (disqualified)                                   |
| Weiß     | DNS                | nicht am Start (did not start)                                   |
| Weiß     | WD                 | zurückgezogen (withdrawn)                                        |
| Hellblau | PO                 | nur am Training teilgenommen (practiced only)                    |
| Hellblau | TD                 | Freitags-Testfahrer (test driver)                                |
| ohne     | DNP                | nicht am Training teilgenommen (did not practice)                |
| ohne     | INJ                | verletzt oder krank (injured)                                    |
| ohne     | EX                 | ausgeschlossen (excluded)                                        |
| ohne     | DNA                | nicht erschienen (did not arrive)                                |
| ohne     | C                  | Rennen abgesagt (cancelled)                                      |
| ohne     | keine WM-Teilnahme |                                                                  |
| sonstige | P/fett             | Pole-Position                                                    |
| sonstige | 1/2/3/4/5/6/7/8    | Punktplatzierung im Sprint-/Qualifikationsrennen                 |
| sonstige | SR/kursiv          | Schnellste Rennrunde                                             |
| sonstige | *                  | nicht im Ziel, aufgrund der zurückgelegten Distanz aber gewertet |
| sonstige | ()                 | Streichresultate                                                 |
| sonstige | unterstrichen      | Führender in der Gesamtwertung                                   |

### Le-Mans-Ergebnisse
| Jahr | Team                 | Fahrzeug     | Teamkollege | Teamkollege   | Platzierung | Ausfallgrund |
| ---- | -------------------- | ------------ | ----------- | ------------- | ----------- | ------------ |
| 1969 | John Wyer Automotive | Ford GT40    | David Hobbs |               | Rang 3      |              |
| 1970 | John Wyer Automotive | Porsche 917K | David Hobbs |               | Ausfall     | Unfall       |
| 1973 | Gulf Research Racing | Mirage M6    | John Watson | Vern Schuppan | Ausfall     | Unfall       |
| 1974 | Gulf Research Racing | Gulf GR7     | Derek Bell  |               | Rang 4      |              |

### Sebring-Ergebnisse
| Jahr | Team                             | Fahrzeug            | Teamkollege | Platzierung | Ausfallgrund |
| ---- | -------------------------------- | ------------------- | ----------- | ----------- | ------------ |
| 1969 | J. W. Engineering                | Ford GT40           | David Hobbs | Ausfall     | Aufhängung   |
| 1970 | Grand Bahama Racing Car Co. Ltd. | Lola T70 Mk.IIIB GT | Mike De Udy | Ausfall     | Bremsdefekt  |

### Einzelergebnisse in der Sportwagen-Weltmeisterschaft
| Saison | Team                                 | Rennwagen             | 1   | 2   | 3   | 4   | 5   | 6   | 7   | 8   | 9   | 10  | 11  | 12  | 13  |
| ------ | ------------------------------------ | --------------------- | --- | --- | --- | --- | --- | --- | --- | --- | --- | --- | --- | --- | --- |
| 1966   | Drummond Racing                      | Ferrari 250LM         | DAY | SEB | MON | TAR | SPA | NÜR | LEM | MUG | CCE | HOK | SIM | NÜR | ZEL |
| 1966   | Drummond Racing                      | Ferrari 250LM         | DNF |     |     |     |     |     |     |     |     |     |     |     |     |
| 1968   | Nelson Racing                        | Ford GT40             | DAY | SEB | BRH | MON | TAR | NÜR | SPA | WAT | ZEL | LEM |     |     |     |
| 1968   | Nelson Racing                        | Ford GT40             | DNF |     |     |     |     |     |     |     |     |     |     |     |     |
| 1969   | J. W. Automotive                     | Ford GT40 Mirage M2   | DAY | SEB | BRH | MON | TAR | SPA | NÜR | LEM | WAT | ZEL |     |     |     |
| 1969   | J. W. Automotive                     | Ford GT40 Mirage M2   | DNF | DNF | 5   |     |     | 7   | DNF | 3   |     |     |     |     |     |
| 1970   | Grand Bahama Racing J. W. Automotive | Lola T70 Porsche 917  | DAY | SEB | BRH | MON | TAR | SPA | NÜR | LEM | WAT | ZEL |     |     |     |
| 1970   | Grand Bahama Racing J. W. Automotive | Lola T70 Porsche 917  |     | DNF |     |     |     |     |     | DNF |     |     |     |     |     |
| 1973   | Gulf Racing HIRE Racing              | Mirage M6 Chevron B23 | DAY | VAL | DIJ | MON | SPA | TAR | NÜR | LEM | ZEL | WAT |     |     |     |
| 1973   | Gulf Racing HIRE Racing              | Mirage M6 Chevron B23 | DNF | DNF | 5   | DNF | 1   |     | DNF | DNF | 4   | 5   |     |     |     |
| 1974   | Gulf Racing                          | Gulf GR7              | MON | SPA | NÜR | IMO | LEM | ZEL | WAT | LEC | BRH | KYA |     |     |     |
| 1974   | Gulf Racing                          | Gulf GR7              | 4   | 2   | DNF |     | 4   | 4   |     |     |     |     |     |     |     |